# Carlos García Santa Cecilia
Carlos García Santa Cecilia (Madrid, 1957) es un periodista y escritor español. Es doctor en Periodismo por la Universidad Complutense de Madrid. Trabajó en el diario El País, a cuya plantilla perteneció ocho años, y también ha sido redactor jefe del Área de Cultura de Diario 16. Escribió una sección diaria durante un año en el diario El Mundo en 1998. Impartió clases de Historia del Periodismo durante cinco años en la Universidad San Pablo-CEU. Es autor de multitud de artículos periodísticos y de una decena de libros de divulgación cultural y literaria en diversos campos, con atención especial a la figura del escritor irlandés James Joyce.
Asimismo, García Santa Cecilia ha comisariado varias exposiciones, entre ellas "Joyce y España" y "Corresponsales extranjeros en la Guerra Civil española", y ha sido director de Comunicación de "Madrid, Capital Europea de la Cultura, 1992" y de la Biblioteca Nacional de España, en cuyo gabinete de prensa trabaja en la actualidad.